# Baishuiyang
Baishuiyang (kinesiska: 白水洋, 白水洋镇) är en köping i Kina. Den ligger i provinsen Zhejiang, i den östra delen av landet, omkring 170 kilometer sydost om provinshuvudstaden Hangzhou. Antalet invånare är 57 955. Befolkningen består av 28 203 kvinnor och 29 752 män. Barn under 15 år utgör 23,0 %, vuxna 15-64 år 63 %, och äldre över 65 år 13,0 %.
Runt Baishuiyang är det tätbefolkat, med 411 invånare per kvadratkilometer. Närmaste större samhälle är Xianju, 16,4 km väster om Baishuiyang. I omgivningarna runt Baishuiyang växer i huvudsak blandskog.
Genomsnittlig årsnederbörd är 2 402 millimeter. Den regnigaste månaden är juni, med i genomsnitt 411 mm nederbörd, och den torraste är januari, med 67 mm nederbörd.